# パブロ・バリオス
パブロ・バリオス・リバス（Pablo Barrios Rivas、2003年6月15日 - ）は、スペイン・マドリード出身のサッカー選手。ラ・リーガ・アトレティコ・マドリード所属。スペイン代表。ポジションはミッドフィールダー。

## クラブ経歴
5歳の時に地元のアマチュアクラブであるEDモラタラスの下部組織に入団し、2011年から6年間はレアル・マドリードのカンテラで指導を受け、チームのキャプテンも務めていた。2017年7月、アトレティコ・マドリードのカンテラに入団し、2022年3月3日、クラブと自身初のプロ契約を2025年まで結んだ。
2022年10月29日、ラ・リーガのカディスCF戦にて、72分に負傷したジョフレイ・コンドグビアとの途中交代でトップチームデビューを果たした。試合終了までプレーしたが、試合には2-3で敗れた。2022 FIFAワールドカップの中断明け後最初の公式戦となった12月22日のCDアレンテイロとのコパ・デル・レイ2回戦では、先発出場して76分にトップチーム初ゴールを挙げ、3-1での勝利に貢献した。
2023年1月23日、クラブとの契約を2028年6月まで延長すると同時にトップチームへの昇格が決定し、背番号が34から24に変更された。
24/25シーズンから同じくカンテラ出身のサウール・ニゲスがつけていた背番号8を受け継いだ。

## 代表経歴
2022年からスペインの世代別代表に招集され始め、2022年2月23日、U-19ノルウェー代表との親善試合でU-19スペイン代表デビューを飾った。

## 個人成績

### クラブ
2023-24シーズン終了時点
| クラブ                    | シーズン     | リーグ戦       | リーグ戦 | リーグ戦 | 国王杯 | 国王杯 | 国際大会 | 国際大会 | その他 | その他 | 合計 | 合計 |
| クラブ                    | シーズン     | ディヴィジョン | 出場     | 得点     | 出場   | 得点   | 出場     | 得点     | 出場   | 得点   | 出場 | 得点 |
| ------------------------- | ------------ | -------------- | -------- | -------- | ------ | ------ | -------- | -------- | ------ | ------ | ---- | ---- |
| アトレティコ・マドリードB | 2022-23      | セグンダB      | 12       | 1        | -      | -      | -        | -        | -      | -      | 12   | 1    |
| アトレティコ・マドリード  | 2022-23      | プリメーラ     | 21       | 0        | 4      | 2      | 1        | 0        | -      | -      | 26   | 2    |
| アトレティコ・マドリード  | 2023-24      | プリメーラ     | 24       | 0        | 4      | 0      | 7        | 1        | 0      | 0      | 35   | 1    |
| アトレティコ・マドリード  | 通算         | 通算           | 45       | 0        | 8      | 2      | 8        | 0        | 0      | 0      | 61   | 3    |
| キャリア通算              | キャリア通算 | キャリア通算   | 57       | 1        | 8      | 2      | 8        | 0        | 0      | 0      | 73   | 4    |

1. 1 2  UEFAチャンピオンズリーグ

## タイトル

### 代表
U-23スペイン代表
- パリオリンピック金メダル: 2024